# Walter Isard
Walter Isard (19. dubna 1919 Filadelfie – 6. listopadu 2010 tamtéž) byl americký ekonom, hlavní zakladatel disciplíny nazývané jako regionální věda. Isard vystudoval Temple University ve své rodné Filadelfii. Ve studiu dále pokračoval na Harvardu a na University of Chicago. Od roku 1953 pracoval na prestižní Massachusettském technologickém institutu, právě za jeho působení zde se vžil název nového oboru – regionální vědy. V roce 1956 byla založena organizace Regional Science Association, kterou pomáhal založit a jejíž se stal prvním prezidentem.